# Ariathisa nyctimesa
Ariathisa nyctimesa är en fjärilsart som beskrevs av George Francis Hampson 1911. Ariathisa nyctimesa ingår i släktet Ariathisa och familjen nattflyn. Inga underarter finns listade i Catalogue of Life.